# Epania discolor
Epania discolor är en skalbaggsart som beskrevs av Francis Polkinghorne Pascoe 1869. Epania discolor ingår i släktet Epania och familjen långhorningar. Inga underarter finns listade i Catalogue of Life.